# Í
Í, í (i con acento aguda) es una letra existente en los idiomas checo, eslovaco, feroés, húngaro,  islandés, tártaro, donde indica la vocal /i/ prolongada por su entonación con frecuencia. Esta forma también aparece en el catalán,  español, gallego, irlandés, italiano, leonés, lituano, navajo, occitano, portugués y vietnamita.

## Uso en diversos idiomas

### Feroés
Í es la undécima letra del alfabeto Feroés y se representa /ii/.

### Húngaro, Islandés, Checo y Eslovaco
Í es la decimosexta letra del alfabeto húngaro, la duodécima letra del alfabeto islandés, la decimosexta letra del alfabeto checo y la decimoctava letra del alfabeto eslovaco. Se representa /ii/

### Tártaro
Í es la decimosexta letra del alfabeto tártaro (basado en Zamanälif). Se representa /ii/.

### Vietnamita
En el alfabeto vietnamita í es el tono ascendente de "i".

### Chino
En chino, pinyín Í es el tono ascendente de "i"(tono yángping).

### Portugués y Español
Tanto en portugués como en español, la "í" no se considera una letra, pero es la letra "i" con acento ortográfico. Se emplea para denotar una sílaba de "í" con una tonicidad anormal.

### Italiano
Í/í es la variante de I que lleva un acento agudo; que representa una /i/ llevando el acento tónico. se usa solamente cuando es la última letra de la palabra, excepto en diccionarios o cuando una pronunciación distinta puede alterar el significado de la palabra: víola (viola) pronunciado [viiola] y viola (violeta) pronunciado [viola].

### Lituano
La I <Í,í> puede combinarse con un acento agudo al indicar una sílaba tónica, pero cuando hay una sílaba átona se emplea <I,i>, que difiere de <Í,í>.